# Geneviève Tabouis

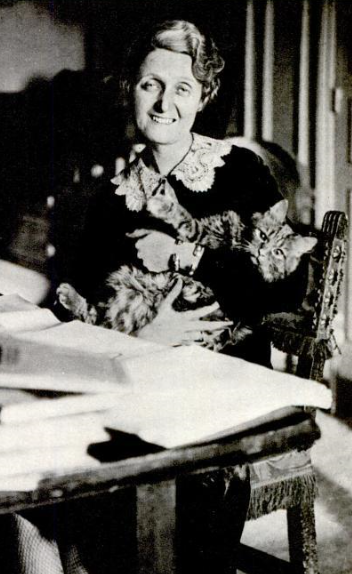
Geneviève Tabouis (1938)

Geneviève Tabouis, richtig Geneviève Lequesne (* 23. September 1892 in Paris; † 22. September 1985) war eine linksgerichtete französische Journalistin.
Tabouis hatte über ihre Onkel Jules und Pierre Paul Cambon Zugang zu diplomatischen Zirkeln. Jules nahm sie mit 14 Jahren zur Madrider Hochzeit Alfons’ XIII. mit, wo sie Zeugin eines blutigen Bombenattentats der Los Solidarios wurde. In der Folge beschäftigte sie sich mit Ägyptologie und vertrat zwischen den Weltkriegen als Journalistin zwei Provinzzeitungen beim Völkerbund. Um 1929 wurde sie Auslandsredakteurin der linken Tageszeitung L'Œuvre. In ihrem Haus traf sie eine Vielzahl Politiker und Botschafter. Tabouis machte den Hoare-Laval-Pakt öffentlich. Sie sagte weiter, durch Informanten präpariert, die deutsche Remilitarisierung des Rheinlandes, den Anschluss Österreichs und des Sudetenlandes voraus, so dass Adolf Hitler in einer Rundfunkansprache äußerte: „... und Madame Tabouis, die weiseste der Frauen, weiß, was ich tun werde, noch bevor ich es selbst weiß.“ Ihre Voraussagen einer England-Invasion zwischen dem 15. und 20. August 1940 und dass Hitler mit dem Blitzkrieg in Frankreich unzufrieden sei, trafen allerdings nicht zu.
Bei der Eroberung von Paris durch die Wehrmacht floh Tabouis, die dem Front populaire Léon Blums und dem spanischen Frente Popular nahestand, nach Bordeaux. Ihr Mann, ein Radiodirektor, blieb in Paris, ebenso ihre beiden Kinder, wobei ihr Sohn in die französische Armee eingezogen worden war. Die Vichy-Regierung stellte im August 1940 einen Haftbefehl gegen Tabouis aus, jedoch war sie inzwischen bereits über London in die USA exiliert. Zusammen mit den alliierten Propagandisten Lord Snell, Henry Wickham Steed, Richard Crossman, Herbert Morrison und Brigadegeneral A. C. Temperley vom britischen Kriegsministerium gab sie ein Buch sowie von 1942 bis 1945 ein französischsprachiges Propagandajournal in New York heraus. Daneben erschienen weitere propagandistische, politische Bücher von ihr. In They Called Me Cassandra von 1942 gab sie ein Interview mit dem verstorbenen deutschen Botschafter Roland Köster wieder, der angeblich politische Morde seiner Regierung im europäischen Ausland bestätigte und voraussagte (Louis Barthou, Alexander I. [Jugoslawien], Ion Duca, Engelbert Dollfuß u. a.).
Tabouis freundete sich in den USA mit Eleanor Roosevelt an. Nach dem Krieg kehrte sie nach Frankreich zurück und schrieb außenpolitische Artikel für verschiedene Tageszeitungen: La France libre (1945–1949), l'Information (1949–1956) und Paris-Jour (ab 1959).
Tabouis wurde in Frankreich lange Zeit für eine sowjetische Agentin gehalten.

## Werke
- Perfidious Albion – entente cordiale. Butterworth, London 1938
- Blackmail or war. Penguin Books, Harmondsworth 1938
- Lord Snell: New tyrannies for old. G. Allen & Unwin, London 1939
- They Called Me Cassandra. Charles Scribners’s Sons, New York 1942
- als Hrsg.: La Victoire: Journal Français d’Amérique. Our Paris Corp., New York (12. Januar 1942–25. August 1945)

## Verweise
1. ↑  Time,Monday, Aug. 26, 1940
2. ↑  Time, Monday, Mar. 30, 1942

| Personendaten    | Personendaten                         |
| ---------------- | ------------------------------------- |
| NAME             | Tabouis, Geneviève                    |
| ALTERNATIVNAMEN  | Lequesne, Geneviève (wirklicher Name) |
| KURZBESCHREIBUNG | französische Journalistin             |
| GEBURTSDATUM     | 23. September 1892                    |
| GEBURTSORT       | Paris                                 |
| STERBEDATUM      | 22. September 1985                    |